# Violência com armas de fogo nos Estados Unidos
A Violência por armas de fogo nos Estados Unidos resulta em milhares de mortes e lesões anualmente sendo um grande motor da violência global. De acordo com os Centros de controle e prevenção de doenças, em 2013, armas de fogo foram usadas em 84.258 lesões não-fatais (26.65 por 100 mil habitantes dos Estados Unidos)  e 11.208 mortes por homicídio (3.5 por 100.000 habitantes), 21.175 por suicídio com arma de fogo, 505 mortes devido a disparo acidental de arma de fogo, e 281 mortes por armas de fogo com "intenção indeterminada" dando um total de 33.169 mortes. 1.3% do total de mortes no país são relacionados com armas de fogo.
Em 2010, de acordo com o Escritório das Nações Unidas sobre Drogas e Crime, 67% de todos os homicídios nos EUA foram cometidos usando uma arma de fogo De acordo com o FBI. 61% de todas as mortes relacionadas a arma nos EUA são suicídios. Em 2010, houve 19.392 suicídios por arma de fogo, e 11.078 homicídios por arma de fogo nos EUA. Em 2010, 358 homicídios foram relatados envolvendo um rifle, enquanto 6.000 foram relatados envolvendo uma arma curta, outras 1.939 foram relatadas a um tipo de arma de fogo não-especificado.
Em 2010, violência por armas custou aos contribuintes americanos aproximadamente 516 milhões de dólares em custos hospitalares.
Violência por armas de fogo é mais comum em áreas urbanas pobres e frequentemente associada à violência de gangues. Embora assassinatos em massa(também chamados de massacre ou chacina) são extensivamente cobertos pela mídia, assassinatos em massa representam apenas uma pequena fração das mortes relacionadas com armas de fogo e a frequência desses eventos diminuíram constantemente entre 1994 e 2007, aumentando entre 2007 e 2013.
A legislação em níveis federal, estadual e local tem tentado diminuir a violência por armas de fogo através de uma variedade de métodos, incluindo restrição de compra de armas de fogo por jovens e outras populações "de risco", programas de entregas de armas, cumprimento da lei e estratégias policiais, sentenciando duramente infrações relacionadas a armas de fogo, programas educacionais para pais e filhos e programas de divulgação. Apesar da preocupação generalizada sobre os impactos da violência por armas de fogo na saúde pública, o Congresso baniu os Centros de Controle e Prevenção de Doenças(CDC) de conduzir pesquisas sobre violência por armas de fogo.
O Serviço de Pesquisa Congregacional em 2009 estimou que havia 310 milhões de armas de fogo nos EUA, não incluindo armas possuídas pelas forças armadas. Dessas, 114 milhões eram armas curtas, 110 milhões rifles, e 86 milhões são espingardas. Naquele mesmo ano, o Census bureau estabeleceu a população dos EUA em 306 milhões de pessoas. Enquanto o número de armas nas mãos da população tem aumentado, a porcentagem de famílias que reivindicam o direito de ter armas tem diminuído a longo prazo. Assim, o Pew Research Center tem extrapolado ao dizer que "A porcentagem de famílias americanas com uma arma tem diminuído duramente  de acima de 54% em 1977 para 33% em 2009" e que "O que a média de armas por dono aumentou de 4.1 em 1994 para 6.9 em 2004".

## Suicídios envolvendo armas de fogo
Houve 19.392 suicídios relacionados a armas de fogo nos EUA em 2010. O Departamento de Justiça dos EUA informa que aproximadamente 60% de todas as mortes de adultos por armas de fogo são por suicídio . Nos EUA, armas de fogo permanecem sendo a forma mais comum de suicídio, contando cerca de 51% de todos os suicídios cometidos em 2006 .
Um estudo no New England Journal of Medicine de 1992 mostrou uma associação entre a posse de armas de fogo em casa e taxas de suicídio, encontrando que pessoas vivendo em uma casa com armas de fogo são mais propensas a cometerem suicídios do que aqueles que não possuem armas de fogo, por um fator 3 ou 4. Em 2006 um estudo feito por pesquisadores da Harvard School of Public Health encontrou uma associação significante entre mudanças da taxa de posse de armas e suicídio nos Estados Unidos entre homens, mulheres e crianças . Em 2007, um estudo feito pela mesma equipe de pesquisadores descobriu que nos Estados Unidos, as taxas de posse de armas em casa eram fortemente associadas com as taxas de suicídio em geral e a taxas de suicídio por arma de fogo, mas não com a taxa de suicídio por outro método além de arma de fogo. Em 2003, um estudo reproduziu essa descoberta, mesmo depois de ser controlado por diferentes taxas subjacentes de comportamento suicida por estados. Um estudo de 2015 também encontrou uma forte associação entre taxas de posse de armas em cidades americanas com taxas de suicídio em geral e com armas de fogo, mas não com suicídios por outros métodos além de arma de fogo. Estudos comparativos de diferentes países não mostram sempre resultado estatístico significante.:30 Durante os anos 80 e começo dos 90, houve uma forte tendência ascendente em suicídios de adolescente com armas:29 também como um aumento acentuado em suicídios entre aqueles com idade superiores a 75 anos.

## Crimes violentos relacionados a armas de fogo

### Homicídios

Homicídios por tipo de arma, 1976-2004.

Praticantes de homicídios por idade, 1976-2004

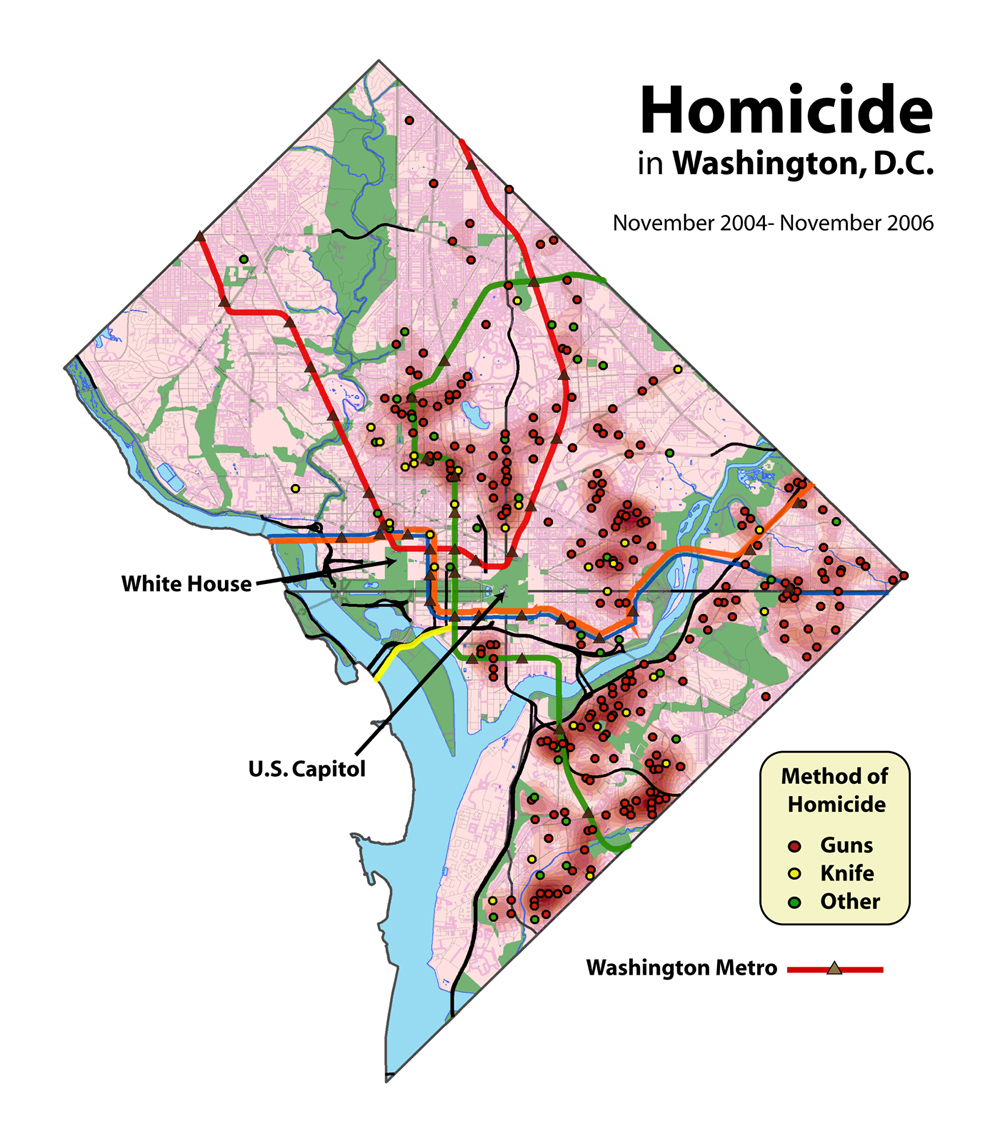
Armas e homicídios em geral em Washington DC são concentrados pontos quentes de criminalidade localizados em bairros com desvantagem socioeconômica, enquanto homicídios são raros em outros bairros.

De acordo com o FBI, em 2012, houve 8.855 homicídios relacionados a armas de fogo nos EUA, com 6.371 delas atribuídas a armas curtas. Os Centros de Controle de Doenças reportaram que houve 11.078 homicídios relacionados com armas de fogo nos EUA em 2010. O FBI desmembrou os homicídios relacionados a armas emk 2010 por arma: 6.009 envolveram uma arma curta, 358 um rifle e 1.939 envolveram um tipo não especificado de arma de fogo. Em 2005, 75% de 10.100 homicídios cometidos com armas de fogo foram cometidas com armas curtas, 4% com rifles, 5% com espingardas e o resto com armas não especificadas.
Nos EUA, em 2011, 67% de vítimas de homicídios são mortas por armas de fogo: 66% de vítimas únicas e 79% de vítimas homicídios com múltiplas vítimas.
No século XIX, a violência com armas desempenhou um papel em desordens civis tal como Revolta de Haymarket. Taxas de homicídios em cidades como Philadelphia eram significativamente mais baixas durante o século XIX do que em tempos modernos.
Durante os anos 80 e começo dos anos 90, a taxa de homicídio sofreu uma ondulação em cidades dos EUA (veja os gráficos à direita). Homicídios por armas curtas dão conta de quase todos o aumento na taxa de homicídio, entre 1985 até 1993, enquanto a taxa de homicídio envolvendo outras armas diminuíram durante esse período de tempo. A tendência de aumento nas taxas de homicídio durante os anos 80 e início dos anos 90 foi mais proferido por pessoas de baixa renda e especialmente por homens desempregados. Jovens e hispânicos e afro-americanos homens nos Estados Unidos foram os que mais mataram, com a taxa de injúria e morte triplicando entre os negros homens de idade entre 13 e 17 anos e dobrando para homens negros entre 18 e 24 anos. O aumento do uso do crack em cidades ao redor dos EUA é frequentemente citado como um fator pelo aumento da violência por armas de fogo entre jovens durante este período de tempo.
A prevalência de homicídio e crimes violentos é maior em áreas metropolitanas nos EUA do que em condados não-metropolitanos; a grande maioria da população dos EUA vive em áreas metropolitanas Em áreas metropolitanas, a taxa de homicídio em 2013 era 4.7 por 100 mil habitantes comparado com 3.4 em condados não-metropolitanos. Por muito pouco, as taxas de homicídios não intencionais, negligentes ou não, são idênticas em condados metropolitanos e condados não-metropolitanos.
Em cidades americanas com população maior do que 250 mil habitantes, a taxa média de homicídios era 12.1 por 100 mil habitantes. De acordo com as estatísticas do FBI, as maiores taxas per capta de homicídios utilizando armas de fogo em 2005 foram em Washington D.C. (35.4/100 mill habitantes), Porto Rico, (19.6/100 mil habitantes), Louisiana (9.9/100 mil habitantes), e Maryland(9.9/100 mil habitantes).
As taxas de homicídio de pessoas entre 18 e 24 anos diminuíram desde 1993, mas continuam maiores do que eram antes de 1980.<> Em 2005, a faixa etária de 17 até 24 anos continuava representando significativamente maior parte nas estatísticas de crimes violentos, particularmente homicídios envolvendo armas de fogo. Em 2005, a faixa etária de 17 a 19 anos de idade representava 4.3% da população geral dos EUA. Este mesmo grupo representava 11.2% daqueles que foram mortos por homicídios com armas de fogo. Este mesmo grupo também representava 10.6% de todos os crimes de homicídio. O grupo entre 20 até 24 anos representava 7.1% da população, no entanto representavam 22.5% de todos os mortos por armas de fogo. Esse mesmo grupo representava 17.7% de todos os praticantes de crimes de homicídios. Aqueles abaixo de 17 anos de idade não são sobre-representados nas estatísticas de homicídio. Em 2005, o grupo de 13 a 16 anos representava 6% da população geral dos Estados Unidos, mas apenas representavam 3.6% das vítimas de homicídio por armas de fogo  , e 2.7% dos praticantes de homicídios em geral.
Pessoas com antecedente criminal eram mais favoráveis a serem vítimas de homicídio. Entre 1990 e 1994, 75% de todas vítimas de homicídios com idade de 21 anos ou menor na cidade de Boston tinham antecedente criminal. Em Philadelphia, a porcentagem daqueles mortos em homicídios por armas de fogo que tinham antecedente criminal aumentou de 73% em 1985 para 93% em 1996. Em Richmond, Virginia, o risco de se tomar um tiro é 22 vezes maior para homens envolvidos com crime.
A probabilidade que uma morte vai acontecer é significativamente maior quando ou a vítima ou o atacante tem uma arma. Por exemplo, a taxa de mortalidade por tiro no coração é 84%, comparado com 30% por facada no coração.
Os EUA são classificados  como terceiro de 45 nações desenvolvidas no que diz respeito a incidência de homicídios cometidos com arma de fogo. México e Estonia são classificados em primeiro e segundo.  Russia  é classificada como muito maior. Em uma comparação mais ampla, de 218 países, os EUA são classificados como 111º lugar. Em 2013, a taxa de homicídios relacionados à armas de fogo dos Estados Unidos era 10.64 mortes por 100 mil habitantes, muito próximo a taxa de 11.17 do México, embora no México as mortes por arma de fogo são predominantemente homicídios, nos EUA elas são predominantemente suicídios .  (Embora o México tenha leis estritas de controle de armas, as leis que restringem porte são frequentemente não aplicadas, e as leis que restringem manufatura e venda são frequentemente contornadas pelo tráfico dos Estados Unidos e outros países.) Canadá e Suíça possuem muito menos regulamentações de armas de fogo do que a maioria das nações desenvolvidas, embora significativamente mais do que os Estados Unidos, e possuem taxas de mortes por arma de fogo de 2.22 e 2.91 por 100 mil habitantes, respectivamente. Em comparação com a Australia, que impôs uma "varredura" por meio de leis desarmamentistas em resposta ao Massacre do Porto Arthur em 1996, tem taxa de morte por arma de fogo de 0.86 por 100 mil habitantes, e no Reino Unido a taxa é 0.26.
Quanto mais massacres há na América, mais compras de armas aumentam na Austrália. Por 2015, quatro estados na Austrália suspenderam o tempo de espera de 28 dias para segunda e terceira arma.
Massacres tem resultado em cobertura considerável pela mídia. Estes massacres representam 1% de todas as mortes por armas entre 1980 e 2008. Embora massacres são amplamente cobertos pela mídia, massacres representam uma pequena fração das mortes relacionados com armas e a frequência destes eventos tinham diminuído firmemente entre 1994 e 2007. Entre 2007 e 2013, entretanto, a taxa de massacres por ano nos EUA tem aumentado . Armas curtas estavam presentes no Massacre de Virginia Tech, tiroteio de Binghamton, Massacre de Fort Hood, Massacre da Universidade de Oikos e Tiroteio em Tucson. O Massacre do cinema em Aurora e o Massacre de Columbine foram cometidos por assaltantes armados com múltiplas armas.

### Assassinatos e tentativas de presidentes dos EUA
Ao menos onze tentativas de assassinatos com armas de fogo foram feitas(cerca de um quinto de todos os presidentes); quatro foram cumpridas, três com armas curtas e uma com um rifle.
Abraham Lincoln sobreviveu a um ataque, mas foi morto por uma pistola .44 Derringer disparada por John Wilkes Booth. James A. Garfield tomou dois tiros e ferido mortalmente por Charles J. Guiteau usando um revolver .44 em 2 de julho de 1881. No mesmo ano em 10 de setembro ele morreu de pneumonia. Em 6 de setembro de 1901, William McKinley foi ferido fatalmente por Leon Czolgosz quando ele atirou a curta distância usando um revolver cal .32. Apesar dele tomar apenas um dos dois tiros e recebido tratamento cirúrgico imediato, McKinley morreu 8 dias depois de gangrena. John F. Kennedy foi morto por  Lee Harvey Oswald um rifle de sistema bolt-action em 22 de novembro de 1963.
Andrew Jackson, Harry S. Truman, e Gerald Ford (o último duas vezes) sobreviveram a tentativas de assassinato com armas de fogo saindo ilesos.
Ronald Reagan foi gravemente ferido em em 30 de março de 1981, tentativa de assassinato cometida por John Hinckley, Jr. com um revolver .22. Ele continua sendo o único presidente a tomar um tiro e sobreviver estando em serviço.  O ex presidente Theodore Roosevelt tomou tiro e ferido antes de um discurso durante Eleição presidencial de 1912 dos Estados Unidos. Embora esteja sangrando no peito, Roosevelt recusou a ir ao hospital até seu discurso. Em 15 de setembro de 1993, Giuseppe Zangara tentou assassinar o presidente-eleito Franklin Delano Roosevelt, que estava fazendo um discurso de seu carro, em Miami, Florida. Embora Roosevelt ter ficado ileso, o prefeito de Chicago Anton Cermak morreu nesta tentativa, e alguns outros espectadores receberam lesões não-fatais .
A legislação federal como resposta a esses eventos, tem regulado a posse pública de armas de fogo. Por exemplo, o atentado de assassinato de Franklin Roosevelt contribuiu a passagem do National Firearms Act of 1934, e o assassinato de Kennedy resultou no Gun Control Act of 1968.  O GCA(gun control act) é uma lei federal assinada pelo presidente Lyndon Johnson que no geral regula a indústria de armas e os proprietários de armas. Essa lei primeiramente foca na regulação do comércio de armas interestadual proibindo a transferência de armas entre estados exceto entre fábricas licenciadas, distribuidores e importadores. A tentativa de assassinato de Ronald Reagan contribuiu para a passagem do Firearm Owners Protection Act em 1986.

### Outros crimes violentos
Um quarto dos roubos em estabelecimentos comerciais nos EUA são cometidos com armas. Fatalidades são três vezes mais prováveis de ocorrer em roubos cometidos com armas do que outra, ou nenhuma arma é utilizada, com padrões similares em casos de violência em família. O criminologista Philip J. Cook formulou a hipótese que se armas fossem menos disponíveis, criminosos podem cometer o mesmo crime, porém com armas menos letais. Ele descobriu que o nível de posse de armas nas 50 maiores cidades dos EUA se correlaciona com a taxa de roubos cometidos com armas, mas não com a taxa de roubos no geral. Um número significante de homicídios não são intencionais e tem relação com outro crime onde armas de fogo são presentes, mas sem intenção inicial de matar. Taxas de roubo no geral, e assaltos nos EUA são comparáveis com aquelas em outros países desenvolvidos, como Austrália e Finlândia, com nível muito menor de posse de armas.

## Lesões acidentais causadas por armas
Os cometedores e vítimas de descargas acidentais de armas podem ser de qualquer idade. Aproximadamente 120 jovens de 15 anos ou mais novos foram mortos com acidentes com armas em 1998. Injúrias acidentais são mais comuns em casas onde armas são mantidas para defesa pessoal. Injúrias são cometidas contra a si mesmo na metade dos casos.
Em 16 de janeiro de 2013, o presidente Obama emitiu 23 ordens executivas para segurança de armas, uma delas era para o Centro de Controle de Doenças (CDC) pesquisar causas e possíveis prevenções de violência com armas. As cinco principais áreas de foco eram violência por armas, fatores de risco, prevenção/intervenção, segurança de armas e como a mídia e jogos violentos influenciam o público. Eles também pesquisaram a área de morte acidental. De acordo com esse estudo não apenas o número de mortes acidentais tem diminuído, mas eles agora contam como apenas menos do que 1%¨de todas mortes não-intencionais, metades delas são contra si mesmo.

## Posse de armas
A posse de armas é geralmente estimada por enquetes, por organizações como a General Social Survey (GSS), Harris Interactive e Gallup. Há um número significante de discrepâncias ao longo de enquetes de diferentes organizações, algo que questiona suas confiabilidades. Na pesquisa de Gallup de 1973, 43% disseram ter arma dentro de suas casas, enquanto na pesquisa da GSS em 1973 resultou que 49% disseram ter armas em casa; em 1993, a enquete de Gallup resultou 51%, enquanto a enquete da GSS resultou em 43%. em 2012, a pesquisa de Gallup mostrou que 47% dos americanos tem armas em casa, enquanto a GSS em 2012 disse que eram 34%.
Em 1997, estimou-se que havia aproximadamente 44 milhões de proprietários de armas nos Estados Unidos. Uma pesquisa nacional de posse de armas e uso de armas de fogo (NSPOF), conduzida em 1994, indicou que americanos possuíam 192 milhões de armas: 36% rifles, 34% armas curtas, 26% espingardas, e 4% de outros tipos de armas longas. A maioria dos proprietários de armas possuem múltiplas armas, com a pesquisa da NSPOF indicando 25% dos adultos possuíam armas. Nos EUA, 11% das famílias afirmaram estar ativamente envolvida na prática da caça, com o restante dos proprietários de armas possuindo armas para defesa pessoal ou outros motivos. Em todo os anos 1970 e boa parte dos anos 80, a taxa de posse de armas era cerca de 45-50%. O rápido aumento nas compras de armas caracterizado pela multidão se acumulando em fornecedores de armas e shows de armas é constantemente observado devido a possibilidade do aumento do desarmamento seguido de assassinatos em massa altamente divulgados.
A taxa posse de armas também varia ao longo de regiões geográficas, variando de 25% na Região Nordeste dos Estados Unidos até 60% Região centro-sul dos Estados Unidos. Uma enquete da Gallup em 2004 indicou que 49% de homens relataram a posse de armas, comparado com 33% de mulheres, e 44% de brancos possuíam uma arma, comparado com apenas 24% de não-brancos . Mais de metade daqueles que vivem em áreas rurais (56%) possuíam uma arma, comparado com 40% de áreas suburbanas e 29% daqueles que vivem em áreas urbanas. Mais da metade(53%) dos republicanos possuem armas, comparado com 36% de independentes politicamente e 31% dos democratas. Outro criticismo da pesquisa da GSS e outras pesquisas de posse de armas, é que elas não dão um nível adequado de detalhamento para permitir conclusões entre a relação entre a posse de armas no geral e a violência de armas . Kleck comparou várias pesquisas e medidas e não encontrou correlação entre a posse geral de armas de fogo e a violência por armas. Em contraste, estudos de David Hemenway e seus colegas que usaram os dados da GSS e a fração de suicídios cometidos com arma como uma aproximação para taxas de posse de armas, e encontrou uma forte associação entre posse de armas e homicídios nos Estados Unidos.

### Defesa pessoal
A efetividade e a segurança de armas usadas para defesa pessoal é debatida. Estudos posicionam que os casos de armas usadas em defesa pessoal é menor que 65 mil vezes por ano, e maior que 2.5 milhões de vezes por ano. Durante o mandato do presidente Clinton, o Departamento de Justiça conduziu uma pesquisa em 1994 que estimou que a taxa de uso de armas em defesa pessoal como 1,5 milhões de vezes por ano, mas percebeu que esse número pode estar sobre-estimado.
Entre 1987 e 1990, McDowall descobriu que armas foram usadas em defesa pessoal durante um incidente de crime 64615 vezes anualmente (258460 vezes o total sobre o período inteiro). Isso equiparou a duas vezes em 1000 incidentes criminais (0.2%) que ocorreram nesse período, incluindo incidentes criminais onde nenhuma arma foi envolvida. Para crimes violentos, assalto, roubo, e estupro, armas foram usadas 0.83% das vezes para defesa pessoal. Das vezes onde armas foram usadas em defesa pessoal, 71% dos crimes foram cometidos por estranhos, com o resto dos incidentes uniformemente divididos entre agressores conhecidos ou pessoas bem conhecidas pelas vítimas. Em 28% dos incidentes onde uma arma foi usada para defesa pessoal, vítimas atiraram contra o agressor. Em 20% dos incidentes de defesa pessoal, as armas foram usadas por policiais. Durante o mesmo período, 1987 até 1990, houve 46.319 homicídios cometidos com armas, e a National Crime Victimization Survey estimou que 2.628.532 crimes não fatais envolvendo armas ocorreram.
Um estudo de McDowall para o American Journal of Public Health contrastou com um estudo de 1995 por Kleck e Gertz, que encontrou que 2,45 milhões de crimes foram frustrados cada ano nos EUA por armas, e na maioria dos casos e vítima não chega a atirar. Os resultados dos estudos de Kleck tem sido citado muitas vezes na mídia popular e acadêmica. A metodologia de Kleck e Gertz tem sido criticado por outros pesquisadores.

## Agressores
Considerando massacres sozinho(4 pessoas mortas por tiro em um espaço público), quase todos foram homens em 2015. Cerca de 67% são brancos, 16% negros e 9% asiáticos.
Esta definição de massacre foi criado por dois blogueiros e não combina com a definição internacional de massacre(mass shooting em inglês) ou a definição utilizada pelo Departamento de Justiça.

### Vetores
Em 2015, a Universidade do Estado de Arizona a pesquisadora Sherry Towers disse que "A atenção da mídia nacional é como um 'vetor' que alcança as pessoas que são vulneráveis." Ela partiu de que pessoas descontentes podem se tornar infectadas pela atenção dada a outras pessoas perturbadas que se tornaram assassinos em massa.

## Políticas públicas
As políticas públicas relacionadas a prevenção de violência por armas faz parte de um debate político e social contínuo no que diz respeito a tanto a restrição quanto a disponibilidade de armas nos Estados Unidos. Políticas ao nível federal é e tem sido reguladas pela Segunda emenda, National Firearms Act, Gun Control Act of 1968, Firearm Owners Protection Act, Brady Handgun Violence Prevention Act, Violent Crime Control and Law Enforcement Act, e o Domestic Violence Offender Act. A política de armas nos EUA tem sido revisada várias vezes com atos como o Firearm Owners Protection Act, que afrouxou as disposições para vendas de armas enquanto fortaleceu as restrições de armas automáticas. Nos níveis local e estadual leis de armas como da proibição de armas curtas tem sido derrubadas pela Suprema Corte em casos como o de District of Columbia v. Heller e McDonald v . Chicago . Estes casos  mantêm o direito individual de uma pessoa possuir uma arma. O caso Columbia v. Heller somente chamou atenção ao assunto em enclaves federais, enquanto o caso  McDonald v. Chicago chamou atenção ao assunto relacionando com estados individuais.
Os defensores do desarmamento frequentemente citam o relativamente alto número de homicídios como um motivo para apoiar leis desarmamentistas mais duras. Leis relacionadas a armas são assunto de debate nos EUA, com armas utilizadas para uso recreacional e para defesa pessoal. Defensores do direito do uso de armas citam o uso de armas para defesa pessoal, e para deter crimes violentos, como motivos de que mais armas podem reduzir o crime. Os defensores do uso de armas de fogo também argumentam que criminosos estão menos favoráveis a obedecer leis de restrições de armas de fogo, onde só limitam o acesso de armas para pessoas obedientes à lei, o que as tornas mais vulneráveis a crimes com armas de fogo.
Em uma entrevista com Bill_Simmons da HBO, o Presidente Obama disse que o desarmamento será o assunto principal no seu último ano de presidência.
Numa pesquisa de 41 estudantes, metade dos estudantes encontrou uma relação entre posse de arma e homicídio mas estes foram estudos pouco rigorosos. Somente seis estudos controlaram pelo menos seis variáveis estatísticas confusas de forma significante, e nenhuma delas mostrou um efeito positivo. Onze de estudos de macro-nível mostraram que a taxa de crimes aumenta a quantidade de armas (não vice versa). O motivo de não haver efeito oposto é que a maioria dos que possuem armas não são criminosos e eles usam armas para prevenir violência.

### Acesso a armas de fogo

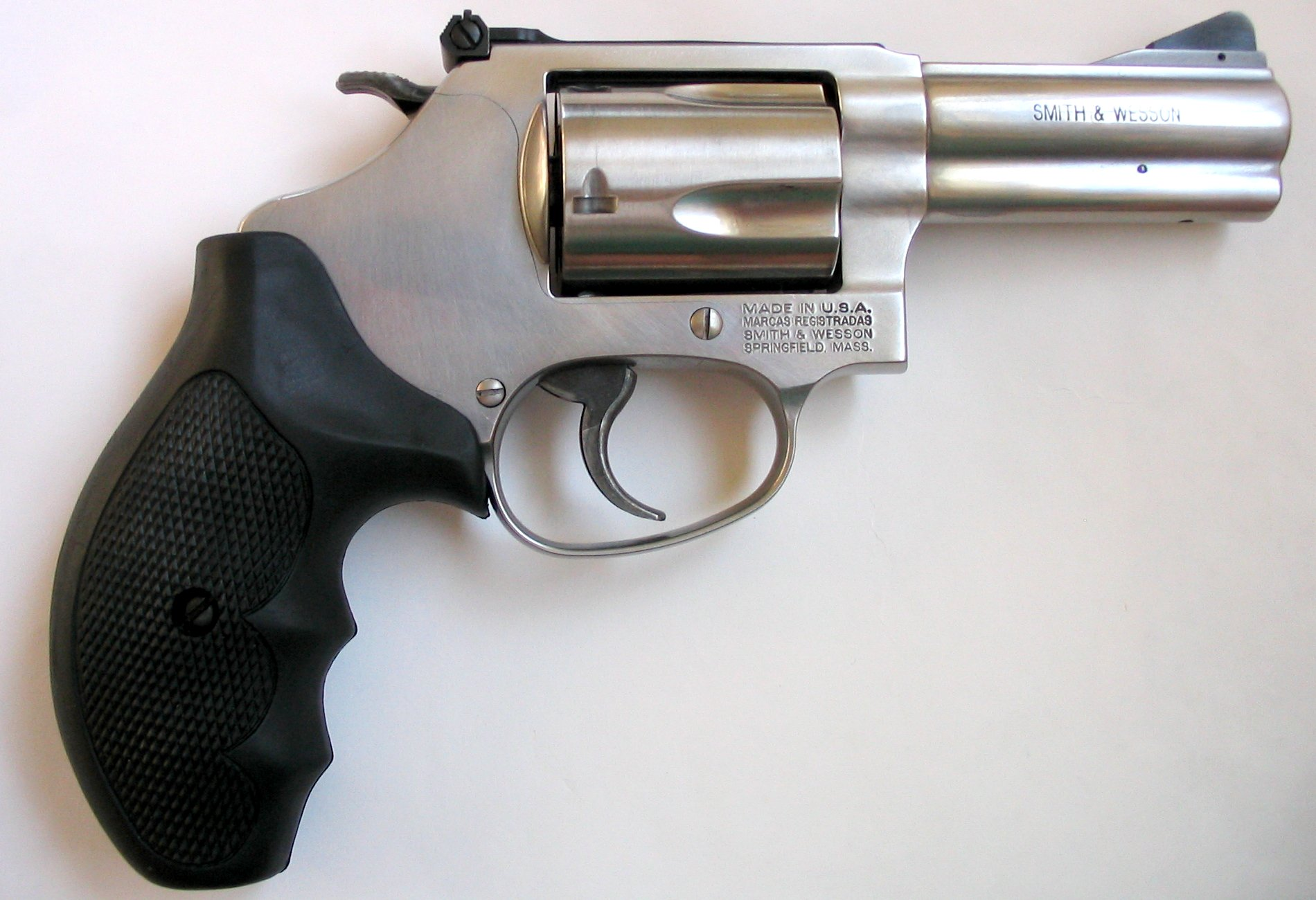
O tipo de arma mais comum confiscado pela polícia sãos os revólveres .38 special, como esse [//en.wikipedia.org/wiki/Smith_&_Wesson_Model_60 Smith & Wesson Model 60] de 3 polegadas de cano.

A política americana objetiva manter o direito da maioria das pessoas de possuir a maioria das armas de fogo, enquanto restringe o acesso de armas de fogo para aqueles com alto risco de mau uso. Vendedores de armas nos EUA são proibidos de vender armas curtas para aqueles com idade abaixo dos 21 anos, e armas longas para aqueles abaixo dos 18 anos. Há também restrições de venda de pessoas não residentes no estado.
Assumindo o acesso a armas, as 10 armas mais envolvidas em crimes nos EUA mostram uma tendência definida a favor de armas curtas no lugar de armas longas. As 10 mais usadas em crime, reportado pela ATF em 1993, foram o revólver .38 e .357 Smith & Wesson; Raven Arms calibre .25 , Davis P-380 calibre .380 , Ruger calibre .22, Lorcin L-380 calibre .380 , e armas curtas Smith & Wesson semi-automáticas; Mossberg e escopetas Remington 12; e a pistola Tec DC-9 9 mm. Em Pittsburgh uma mudança na preferência em direção a pistolas ocorreu no início dos anos 90, coincidindo com a chegada do crack e o aumento de gangues violentas de jovens . Checagens  de antecedentes na Califórnia de 1998 até 2000 resultou em 1% das vendas sendo inicialmente negadas. Os tipos de armas mais frequentemente negadas incluem pistolas semiautomáticas com cano curto e calibre médio.
Entre os menores de idade cumprindo pena, 86% tinham possuído uma arma curta, com 66% adquirindo sua primeira arma pela idade de 14 anos. Havia também uma tendência de menores agressores de possuírem mais de duas armas de fogo, com 65% possuindo 3 ou mais. Menores de idade na maioria das vezes adquiriram armas ilegalmente da família, amigos e traficantes de drogas. Jovens que moram em grandes centros citaram "auto defesa de inimigos" como o maior motivo de portar uma arma. Em Rochester, New York, 22% de jovens homens carregaram uma arma ilegalmente, na maioria das vezes somente por um curto período de tempo. Há uma pequena sobreposição entre posse legal de armas de fogo e porte ilegal de armas entre jovens.

### Mercado de armas

Fonte das armas possuídas por presos federais, 1997

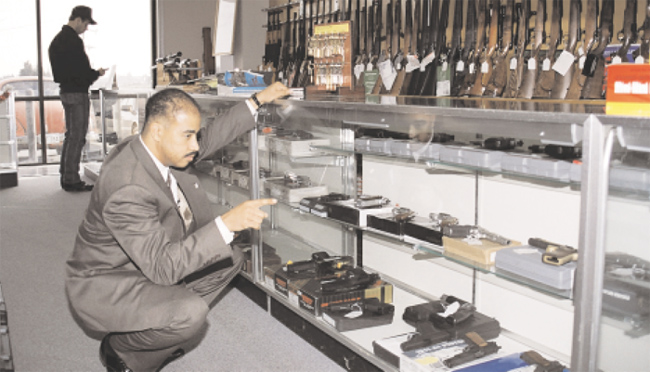
Inspetor da ATF em uma loja licenciada

Defensores do direito de posse de armas se queixam que a política destinada ao lado do fornecimento comercial de armas de fogo é baseada em pesquisas limitadas. Uma consideração é que somente 60-70% das vendas de armas nos EUA são feitas por vendedores de armas licenciados, com o restante sendo do "mercado secundário". O acesso ao mercado secundário geralmente é menos conveniente para compradores, e involve certo risco de possivelmente a arma ter sido usada em um crime anteriormente.:119  Vendedores de armas não licenciados são permitidos por lei de vender privadamente armas de sua posse em "gun shows" ou em locais privados em 24 estados desde 1998. Regulamentos que limitam o número de venda de armas curtas, regulam a venda de uma arma curta por mês por comprador tem se mostrado efetivo na redução do tráfico ilegal de armas reduzindo o fornecimento ao mercado secundário. Taxas nas compras de armas são outro meio do governo influenciar o mercado primário.
Fornecedores de armas licenciados federalmente no mercado primário(armas novas e usadas) são regulados pelo Bureau of Alcohol, Tobacco, Firearms, and Explosives (ATF). Fabricantes de armas são obrigados a marcar todas as armas fabricadas com número de série. Isso permite a ATF localize armas envolvidas em crime com a última Federal Firearms License (FFL) relacionada com a mudança de posse de arma, embora não passe da primeira venda privada envolvendo qualquer arma particular. Um relatório da ATF publicado em 1999 encontrou que 0.4% dos fornecedores de armas licenciados federalmente vendeu metade das armas usadas em crimes em 1996 e 1997. Isso as vezes acontece através de compras feitas por pessoas sem antecedentes para pessoas que não pode comprar armas. Leis estaduais, como as da California, que restringem o número de compra de armas por mês podem ajudar a conter compras feitas por terceiros para pessoas que não podem comprar armas. Estima-se que 500 mil armas são roubadas cada ano, se tornando disponíveis para usuários proibidos. Durante a Youth Crime Gun Interdiction Initiative (YCGII) da ATF, que envolveu o traçamento de armas recuperadas, somente 18% das armas usadas em crimes que foram recuperadas em 1998 voltaram para posse do dono original. Armas recuperadas pela polícia durante investigações criminais são frequentemente vendidas por varejos legítimos para donos legais, e então desviadas para uso criminoso em curtos períodos de tempo entre 1 mês até alguns anos, que tornam elas relativamente novas comparadas com as armas de fogo em circulação geral.

### Legislação federal
A primeira legislação federal relacionada a armas de fogo foi a Segunda emenda à constituição dos Estados Unidos ratificada em 1791. Por 143 anos, esta foi a única legislação federal relacionada a armas de fogo. A próxima legislação federal foi o National Firearms Act de 1934, cujo criou regulamentações para venda de armas de fogo, estabeleceu taxas nas vendas, e registro de alguns tipos de armas como metralhadoras.
Como resultado dos assassinatos de Robert F. Kennedy e Martin Luther King Jr. , o Gun Control Act of 1968 foi promulgado. Este ato regulou o comércio de armas, restringindo vendas por encomendas e permitindo remessas somente para vendedores licenciados. Este ato também proibiu a venda de armas de fogo para criminosos, aqueles com acusação formal, fugitivos, imigrantes ilegais, usuários de drogas, aqueles que foram expulsos do exército, e aqueles em instituições mentais . Esta lei também restringiu a importação de algumas armas baratas e pequenas e limitou a venda de armas automáticas e kits de conversão de armas semi-automáticas.
O Firearm Owners Protection Act, também conhecido como McClure-Volkmer Act, foi aprovado em 1986. Ele mudou algumas restrições do ato de 1968, permitindo distribuidores de armas e pessoas individuais de vender armas nos chamados gun shows, enquanto continua a requerer distribuidores licenciados a verificação de antecedentes. O ato de 1986 também restringiu o  Bureau of Alcohol, Tobacco, and Firearms de conduzir inspeções repetitivas, reduzindo a quantidade da manutenção registro requerida de distribuidores de armas, aumentou o ônus da prova para condenados por leis de armas, e mudou a restrições de criminosos condenados de posse de arma de fogo.
Nos anos seguintes da passagem do Gun Control Act de 1968, pessoas para comprar armas precisavam mostrar a identificação e assinar uma declaração afirmando que elas não estavam em nenhuma categoria proibida. Muitos estados promulgaram leis de verificação de antecedentes que foram além dos requerimentos federais. O Brady Handgun Violence Prevention Act passou pelo congresso em 1993 impondo um período de espera depois de se comprar uma arma curta, mas não requisitando uma verificação de antecedentes. O Brandy Act requeria que o que um estabelecimento de um sistema nacional prover verificação de antecedentes criminais instantâneas, com checagens para ser feitas pelos vendedores de armas. O Brady Act somente se aplicou para pessoas que compraram armas de vendedores licenciados, enquanto que criminosos compram uma porcentagem de suas armas do mercado negro. Restrições, como de período de espera, impõe custos e inconveniências em compradores de armas legítimos, como caçadores.

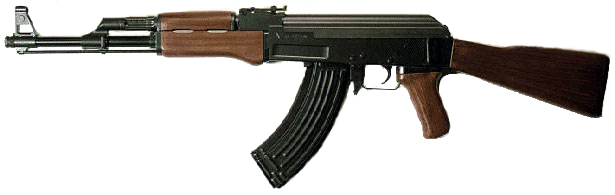
Versões semi-automáticas do rifle de assalto AK-47 foram afetados depois do banimento de 1994

O Violent Crime Control and Law Enforcement Act, promulgado em 1994, incluia a Proibição de Armas de Assalto Federal, e foi responsável por uma preocupação pública sobre os mass shootings(massacres). Esta provisão proibia a fabricação e importação de algumas armas de fogo automáticas com certas características relevantes ao uso militar como coronha dobrável, cabos, supressor de flash, e carregadores com mais de capacidade maior de 10 cartuchos  O princípio da anterioridade foi incluído que permitia armas fabricadas antes de 1994 continuarem legais. Um período curto de avaliação pelos criminologistas da  Universidade de Pensilvânia Christopher S. Koper e Jeffrey A. Roth que não encontraram nenhum impacto claro sobre essa legislação. Dada ao curto período de avaliação, a Academia Nacional de Ciências aconselhou cuidado ao se chegar em qualquer conclusão. Em setembro de 2004, o banimento das armas de assalto expirou, com a chamada sunset clause(quando a lei passa de ter algum efeito após determinada data).
A Domestic Violence Offender Gun Ban, a Emenda de Lautenberg, proibiu qualquer um condenado previamente de um delito ou crime de Violência doméstica do envio, transporte, posse e uso de armas ou munição.  Esta lei também proibia a venda ou presente de arma de fogo ou munição para esta pessoa. Ela foi aprovada em 1996, e se tornou efetiva em 1997. A lei não isenta pessoas de usarem armas de fogo como parte de seus deveres, como oficiais de polícia ou militares com condenações penais aplicáveis; eles não podem portar armas de fogo.
Como resultado imediato do Furacão Katrina, unidades de polícia e da Guarda Nacional em New Orleans confiscaram armas de fogo de moradores numa tentativa de prevenir violência. Como reação, Congresso aprovou o Disaster Recovery Personal Protection Act of 2006 em forma de emenda ao Departmento de Segurança Interna, ato de Apropriação de 2007. A seção 706 do Ato proibiu empregados federais e aqueles recebendo fundos federais de confiscarem armas de fogo legais durante um desastre.
Em 5 de janeiro de 2016, presidente Obama revelou sua nova estratégia para frear a violência de armas na América. Suas propostas focam em novos requerimentos da verificação de antecedentes que tinham intenção de aumentar a efetividade do National Instant Criminal Background Check System (NICS).  Em uma entrevista com Bill Simmons da HBO, Obama também confirmou que o desarmamento será o assunto "dominante" em sua agenda em seu último ano de presidência.

### Legislação estadual

#### Direito de porte

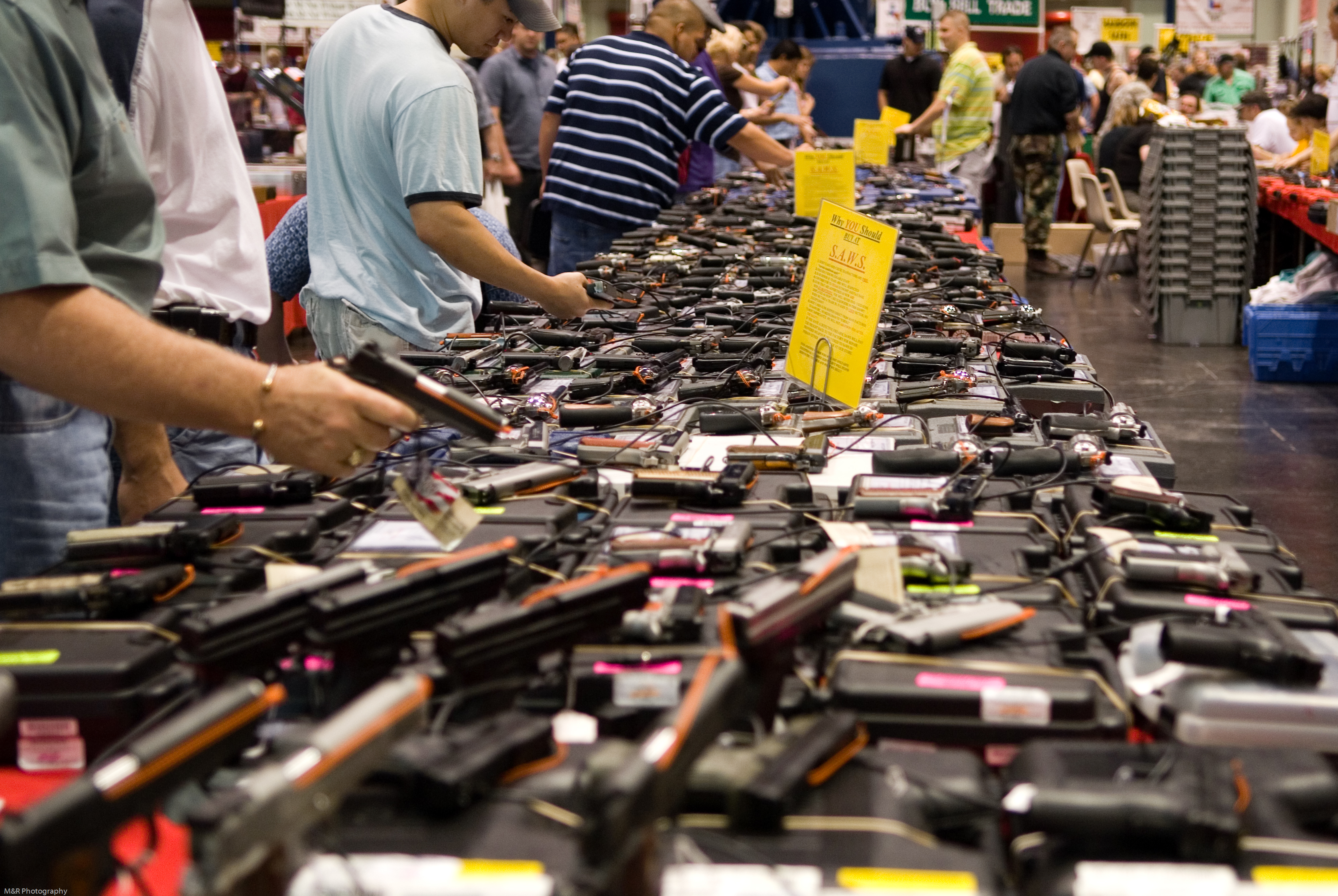
Visitantes em um [//en.wikipedia.org/wiki/Gun_show gun show] em Houston

Leis sobre o direito de porte de arma expandiram nos anos 90 conforme a taxa de homicídio nos EUA aumentou, em resposta à incidentes como de Luby's shooting de 1991 no Texas, cujo resultou diretamente na passagem de uma lei referente ao porte velado, chamada de CCW(carrying concealed weapon), em 1995. Como Rorie Sherman, repórter da equipe para o National Law Journal escreveu em um artigo publicado em 18 de abril de 1994, "É tempo de um desespero inigualável sobre crime. Mas o clima é decididamente dizer: "Eu vou fazer isso eu mesmo" e "Não entre no meu caminho".
O resultado foram leis, ou a falta das mesmas, que permitiram pessoas a carregar armas de forma aberta e exposta, conhecida como open carry, frequentemente sem nenhuma permissão requerida, em 22 estados em 1998. Leis que permitiam pessoas ao porte velado de armas curtas, as vezes chamado de concealed handgun license, CHL, ou concealed pistol license, CPL em algumas jurisdições ao invés de o CCW, existiam em 34 estados nos EUA em 2004. Desde então, o número de estados com leis sobre porte velado aumentou, em 2014, todos os 40 estados possuiam alguma forma de lei sobre isso.
O economista John Lott tem argumentado que leis assegurando o direito de porte de armas criam uma percepção que mais vítimas potenciais podem estar carregando uma arma, assim serve como uma forma de intimidação. O estudo de Lott tem sido criticado por não considerar adequadamente outros fatores, como leis da Florida que requerem verificação de antecedentes e período de espera para compradores de armas curtas. Quando os dados de Lott foram re-analisados por alguns pesquisadores, o único efeito significante das leis de porte velado encontrada por eles foi um aumento nos assaltos, com itens similares encontrados por Jens Ludwig. O estudo de 1997 de Lott e Mustard também tem sido criticado por Paul Rubin e Hashem Dezhbakhsh por usar inapropriadamente uma variável indicativa(variável boleana, ou dummy variable); Rubin e Dezhbakhsh relataram em um estudo de 2003 que leis do direito de portar armas tem efeitos muito menores e inconsistentes do que aqueles relatados por Lott e Mustard, e que esses efeitos geralmente não reduzem o crime. Desde que permissões de porte velado são dados somente para adultos, Philip J. Cook sugeriu que a análise deveria focar no relacionamento das taxas de incidentes com armas com os adultos, não os jovens. Ele não encontrou nenhum efeito de significância estatística. Em 2004, uma pesquisa da Academia Nacional de Ciência (NAS) de literatura existente encontrou que os dados disponíveis são "muito fracos para apoiar conclusões ambíguas" sobre o impacto de leis sobre o direito de porte de arma nas taxas de crimes violentos. A NAS sugeriu que novas aproximações analíticas e conjuntos de dados ao nível local e distrital são necessárias para avaliar adequadamente o impacto de leis sobre o direito de porte de arma. Um estudo de 2014 encontrou que a Arizona's SB 1108, que permitiu adultos no estado ao porte velado sem permissão e sem passar por um curso de tiro, estava associada com um aumento de fatalidades relacionada a armas.

#### Prevenção de acesso de criança
Leis de Prevenção de Acesso de Criança(Child Acess Prevention), ou CAP promulgadas em muitos estados, requerem que pais guardem armas de fogo em segurança, de maneira a minimizar o acesso de armas por crianças, enquanto mantém fácil o acesso por adultos . Leis de CAP mantêm proprietários de armas responsáveis pelo acesso de uma criança a uma arma carregada que não está armazenada corretamente . Os Centros de Controle e Prevenção de Doenças (CDC) afirmaram que, em média, uma criança morreu a cada 3 dias em incidentes acidentais nos EUA de 2000 até 2005. Na maioria dos estados, as violações de CAP são consideradas delitos. As leis de CAP da Flórida, promulgadas em 1989, permitem acusação criminal para violadores. Pesquisas indicam que leis de CAP são correlacionadas com a redução de mortes por armas por 23%, e suicídio por armas entre aqueles entre 14 e 17 anos por 11%. Um estudo de Lott não detectou a relação entre leis de CAP e mortes acidentais por armas ou suicídios entre aqueles menores de 20 anos entre 1979 e 1996.  Entretanto, dois estudos debateram as descobertas de Lott. Um relatório da National Bureau of Economic Research  encontrou que leis de CAP são correlacionadas com a redução de lesões não-fatais entre crianças e adultos por 30% a 40%. Pesquisas indicam que leis de CAP são mais correlacionadas com reduções de lesões não-fatais em estados onde essas violações são consideradas criminosas, enquanto que em estados que consideram violações apenas como delitos, o impacto potencial das leis de CAP não são estatisticamente significante. Todos esses estudos eram correlacionais e não contam com outros fatores potenciais que possam alterar os resultados.

### Restrições locais
Algumas jurisdições locais nos EUA tem leis mais restriticvas, como em Washington, D.C. onde ouve o ato Firearms Control Regulations Act of 1975, que baniu moradores de possuírem armas curtas, e requeria que armas permitidas fossem desmontadas e trancadas com uma trava de gatilho. Em 9 de março de 2007, um tribunal de justiça de Washington, D.C julgou a proibição de armas curtas inconstitucional . O tribunal neste caso conduziu à Suprema Corte que a proibição era inconstitucional de acordo com a Segunda Emenda.
Apesar da cidade de Nova York ter um controle de armas rigoroso, armas são frequentemente traficadas de outras partes dos EUA, particularmente dos estados do Sul. Resultados da  Youth Crime Gun Interdiction Initiative da Bureau of Alcohol, Tobacco, Firearms and Explosives indicam que a porcentagem de armas importadas envolvidas em crime está ligada com a restrição local de armas de fogo.

## Programas de prevenção
Programas de prevenção de violência e programas educacionais tem sido estabelecidos em muitas escolas e comunidades pelos Estados Unidos. Estes programas visam mudar o comportamento pessoal de ambas as crianças e seus pais, encorajando crianças a ficar longe de armas, garantindo que crianças resolvam disputas sem recorrer a violência . Programas visam alterar a extensão do comportamento de passivo(requer nenhum esforço individual) para ativo (supervisionar crianças, ou colocar uma trava de gatilho na arma). Quanto maior o esforço de pessoas requerido maior é a dificuldade de implementar uma estratégia de prevenção. Estratégias de prevenção focavam em modificar o ambiente situacional e a própria arma para ser mais efetivas  Avaliações empíricas de programas de prevenção de doenças tem sido limitada. Das avaliações que tem sido feitas, resultados indicam que tais programas tem mínimo eficácia.

### Linha direta
SPEAK UP é uma iniciativa nacional de prevenção de violência juvenil criada pelo The Center to Prevent Youth Violence, que provê aos jovens ferramentas para melhorar a segurança de suas escolas e comunidades. O programa SPEAK UP é uma linha direta anônima para jovens reportarem ameaças de violência em suas comunidades ou na escola. Esta linha direta é operada de acordo com um protocolo desenvolvido em colaboração com a educação nacional e autoridades policiais, incluindo o FBI. Conselheiros treinados, com acesso a tradutores para 140 línguas, coletam informações da pessoa que liga e então reporta a ameaça para a apropriada escola e autoridade policial.

### Aconselhamento dos pais sobre segurança de armas
Um dos programas de aconselhamento dos pais mais largamente usado é o programa Passos para Prevenção de Lesão por Arma de Fogo(Steps to Prevent Firearm Injury), ou STOP que foi desenvolvido em 1994 pelo Brady Center to Prevent Gun Violence. STOP foi substituído pelo STOP 2, que possui um foco mais amplo incluindo mais comunidades e agentes de saúde. STOP tem sido avaliado e não foi encontrado nenhum efeito significante na posse de armas ou nas práticas de armazenamento pelos pais. Marjorie S. Hardy sugere que uma maior avaliação do STOP é necessária, como esta avaliação teve uma limitada amostragem e a falta de um grupo de controle.

### Crianças
Programas de prevenção voltados para crianças também não tem sido muito bem sucedidos. Muitos desafios inerentes surgem quando se trabalha com crianças, incluindo suas tendências de perceber a si mesmas como invulneráveis a lesões, limitada habilidade de aplicar as lições aprendidas, sua curiosidade natural, e pressão social.
O objetivo dos programas de segurança de armas, geralmente administrados por fornecedores locais de armas e clubes de tiro, é ensinar crianças mais velhas e adolescentes como segurar armas de fogo corretamente. Houve nenhuma avaliação sistemática do efeito desse programa em crianças. Para adultos, nenhum efeito positivo no armazenamento foi encontrado como resultado desse programa. Também, pesquisadores encontraram que programas de segurança de armas para crianças pode provavelmente aumentar o interesse em obter e usar armas, que não se pode esperar que elas usem de forma segura o tempo todo, mesmo com treinamento.
Outra abordagem tomada é a prevenção de armas, tal como quando encontrar uma arma de fogo na casa de um vizinho. O programa Eddie Eagle, administrado pela National Rifle Association (NRA), é orientado para jovens crianças do pré jardim de infância a sexta série, e ensina a crianças que armas reais não são brinquedos, enfatizando uma abordagem "somente diga não". O programa Eddie Eagle se baseia treinando crianças em quatro passos a tomar quando eles veem uma arma de fogo: (1) Pare! (2) Não toque! (3) Deixe o local (4) Chame um adulto. Materiais, tais como livros de colorir e posters, trazem de volta a lição e provê a repetição necessária em qualquer educação de crianças. A peça de Sawyer foi baseada em estudos acadêmicos conduzidos por Dr. Marjorie Hardy, um professor assistente de psicologia no Muhlenberg College em Allentown, Pennsylvania.  O estudo de Dr. Hardy segue o comportamento de crianças que gastaram um dia aprendendo o plano de ações Eddie Eagle de um policial uniformizado. As crianças eram então colocadas numa sala de jogos contendo uma arma escondida. Quando as crianças encontravam a arma, elas não corriam para longe da arma, mas pelo contrário, elas inevitavelmente brincaram com ela, puxaram gatilho enquanto olhavam o cano, ou apontaram a arma para um colega e puxaram o gatilho. O estudo concluiu que a natural curiosidade das crianças eram de longe mais poderosas do que a advertência dos pais de "somente diga não".

### Programas comunitários
Programas destinados a comunidades inteiras, tais como revitalizações de comunidades, programas extra-escolares, e campanhas publicitárias, podem ser mais efetivos reduzindo o nível geral de violência que crianças são expostas. Programas comunitários que se tem destinado especificamente a violência de armas incluem o Safe Kids/Healthy Neighborhoods Injury Prevention Program em Nova Iorque, e Safe Homes and Havens em Chicago. A avaliação de tais programas baseados em comunidades é difícil, devida a muitos fatores confusos e a natureza desse tipo de programa terem mutos aspectos.

## Programas de intervenção
O sociólogo James D. Wright sugere que convencer jovens de uma cidade a não carregarem armas "requer convence-los de que eles podem sobreviver em suas vizinhanças sem estarem armados, que eles podem ir e vir em paz, que estando desarmado não vai faze-los serem vitimizados, intimidados ou assassinados" Programas de intervenção, tais como CeaseFire Chicago, Operation Ceasefire em Boston e o Project Exile em Richmond, Virginia durante os anos 90, tem sido mostrado efetivo. Outras estratégias de intervenção, como o "gun buyback program" tem demonstrado serem ineficazes.

### Programas de recompra de armas
Programas de recompra de armas (em inglês gun buyback programs) são estratégias visando a influenciar o mercado de armas de fogo a tirar armas "fora das ruas". Esse tipo de programa tem se mostrado eficaz para prevenir suicídios, mas ineficaz par prevenir homicídios com a National Academy of Sciences citando teorias subjacentes a esses programas como "mal falho". Armas entregues tendem a ser aquelas menos prováveis a serem envolvida em crimes, como as antigas, defeituosas com pequeno valor para revenda, armas de carregamento pelo cano ou outras de pólvora negra, antigas projetadas para cartuchos obsoletos que não são mais fabricados ou vendidos, ou armas que individuais herdaram mas tem pequeno valor sua posse. Outras limitações desses programas incluem o fato de que é relativamente fácil obter peças de substituição para armas, frequentemente de armas melhores que foram entregues no programa. Também, o número de armas curtas usadas no crime (aproximadamente 7500 por ano) é muito pequeno comparado com as aproximadas 70 milhões de armas curtas nos EUA (0.011%).
Programas de "recompensas por armas" lançados em algumas cidades de Flórida tem se mostrado mais promissores. Esses programas envolvem recompensas em dinheiro por dicas anônimas sobre armas ilegais que levam a uma prisão e uma carga de armas. Desde seu começo em maio de 2007, o programa de Miami levou a 264 prisões e confisco de 432 armas possuídas ilegalmente e $2,2 milhões em drogas, e resolveu alguns casos de assassinato e roubo.

### Operação cessar-fogo
Em 1995, a Operação Cessar-fogo(Operation Ceasefire) foi estabelecida como uma estratégia para conter a epidêmica violência por armas entre jovens em Boston. A violência era particularmente concentrada em bairros pobres e nos centros das cidades, incluindo Roxbury, Dorchester e Mattapan. Houve 22 jovens (abaixo da idade de 24 anos) mortos em Boston em 1987, com esse valor crescendo para 73 em 1990. A operação Ceasefire ocasionou uma abordagem de policiamento orientado para os problemas, e focava em áreas específicas que haviam concentração de crimes, duas estratégias que quando combinadas tem se mostrado a serem bastante eficazes. Um foco particular foi colocado em dois elementos do problema da violência por armas, incluindo o tráfico de armas e a violência de gangues. Dentro de dois anos de implementação da operação Ceasefire em Boston, o número de homicídios de jovens caiu para dez, com somente um homicídio por arma curta ocorrendo em 1999 e 2000. A estratégia da operação Ceasefire tem sido copiada em outras cidades, incluindo Los Angeles.

### Projeto Exílio

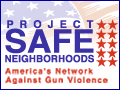
Programa de intervenção de violência por armas apoiado federalmente.

O projeto Exílio(Project Exile), conduzido em Richmond, Virgínia durante os anos 90, foi um esforço combinado envolvendo oficiais federais, estaduais e locais que tinham como alvo a violência por armas. A  estratégia ocasionou acusações de violadores de leis de armas nas cortes federais, onde as normas de condenação eram mais duras. O projeto Exílio também envolveu divulgação e esforços educacionais através de campanhas publicitárias, espalhando a mensagem sobre a repressão.  Analistas deram diferentes opiniões quanto ao sucesso do programa em reduzir a criminalidade. Autores de uma análise de 2003 do programa argumentaram que a diminuição nos homicídios eram parte de uma "regressão geral para a média" ao longo de cidades americanas com altas taxas de homicídios. Autores de um estudo de 2005 discordaram, concluindo que a taxa de homicídios por arma em Richmond caiu mais rapidamente do que as taxas de outras cidades americanas.

### Projeto Bairros Seguros
O projeto Bairros Seguros(Project Safe Neighborhoods), PSN, foi uma estratégia nacional para reduzir a violência por armas que se fundamenta nas estratégias implementadas na operação Cessar-fogo(Operation Ceasefire) e o projeto Exílio(Project Exile). PSN foi estabelecido em 2001, com apoio da administração de Bush, conduzido pelos Escritórios de Advogados dos Estados Unidos no Departamento de Justiça dos Estados Unidos. O Governo Federal gastou mais de US$1.5 bilhão desde o começo do programa contratando promotores, e fornecendo assistência as jurisdições locais e estatais no apoio de treinamento e divulgação comunitárias.

### Americanos por Soluções Responsáveis
Americanos por Soluções Responsáveis(Americans for Responsible Solutions) é uma organização sem fins lucrativos cuja missão é "encorajar oficiais eleitos para se levantar por soluções para prevenir violência com armas e proteger proprietários de armas responsáveis se comunicando diretamente com os eleitores que os elegem". Essa organização foi anunciada em 8 de janeiro de 2013 por Gabrielle "Gabby" Giffords, um antigo membro do Partido Democrata da Câmara dos representantes dos Estados Unidos pelo 8º distrito Congressional de Arizona, e Mark Kelly, uma astronauta aposentada. Em uma coluna publicada no USA Today, Gifford e Kelly se referiu ao lobby da NRA e procurou enfrenta-la criando um lobby dedicado a medidas de controle de armas responsáveis.

## Limitações de investigações
Nos Estados Unidos, pesquisas sobre armas de fogo e crimes violentos são infestada de dificuldades, associadas com um número limitado de dados de posse de armas e uso, venda de armas, e aglomeração de dados de crimes. Pesquisas em violência de armas tem primeiramente tomado duas aproximações: estudos de caso-controle e ecologia social. Posse de armas é geralmente determinada por pesquisas,variáveis de procuração, e as vezes com números de produção e importação. Em análise estatística de homicídios e outros tipos de crime que são eventos raros, esses dados tendem a ter Distribuição de Poisson, que também apresentam desafios metodológicos para pesquisadores. Com agregação de dados, é difícil ter conclusões sobre o comportamento individual. Esse problema, conhecido como falácia ecológica, não é sempre manipulado propriamente pelos pesquisadores, isso leva alguns a concluírem que os dados deles não necessariamente apoiam algo.
Em 1996, a NRA pressionou o congressista Jay Dickey (R-Ark.) a incluir previsões orçamentárias que proibiram os Centros de Controle e Prevenção de Doenças (CDC) de defender ou promover controle de armas e que cortaram $2.6 milhões do orçamento dos CDC, exatamente a mesma quantidade que os CDCs tinham gastado em pesquisas sobre armas de fogo no ano anterior. Este banimento foi depois estendido para todas as pesquisas financiadas pelo Departamento de Saúde e Serviços Humanos (DHHS). De acordo com cientistas do campo, isso faz pesquisas sobre armas mais difíceis, reduz o número de estudos, e desencoraja pesquisadores de mesmo falar sobre violência com armas em conferências médicas e científicas. Em 2013, depois do  Tiroteio na Escola Elementar de Sandy Hook, O então presidente Barack Obama pediu para que os  CDCs prossigam com o financiamento de pesquisas em violência por armas e prevenção, e colocou $10 milhões no orçamento de 2014 necessário para isso.